# عنکبوت درزباف گارفیلد
عنکبوت درزباف گارفیلد گونه‌ای از عنکبوت بوده که بومی انحصاری ایران است. نمونه‌های این عنکبوت از رشته کوه البرز در (استان تهران) جمع‌آوری شده‌اند. این گونه توسط یوری ماروسیک و علیرضا زمانی توصیف و به افتخار اندرو گارفیلد نام گذاری شده است.